# Luftpump

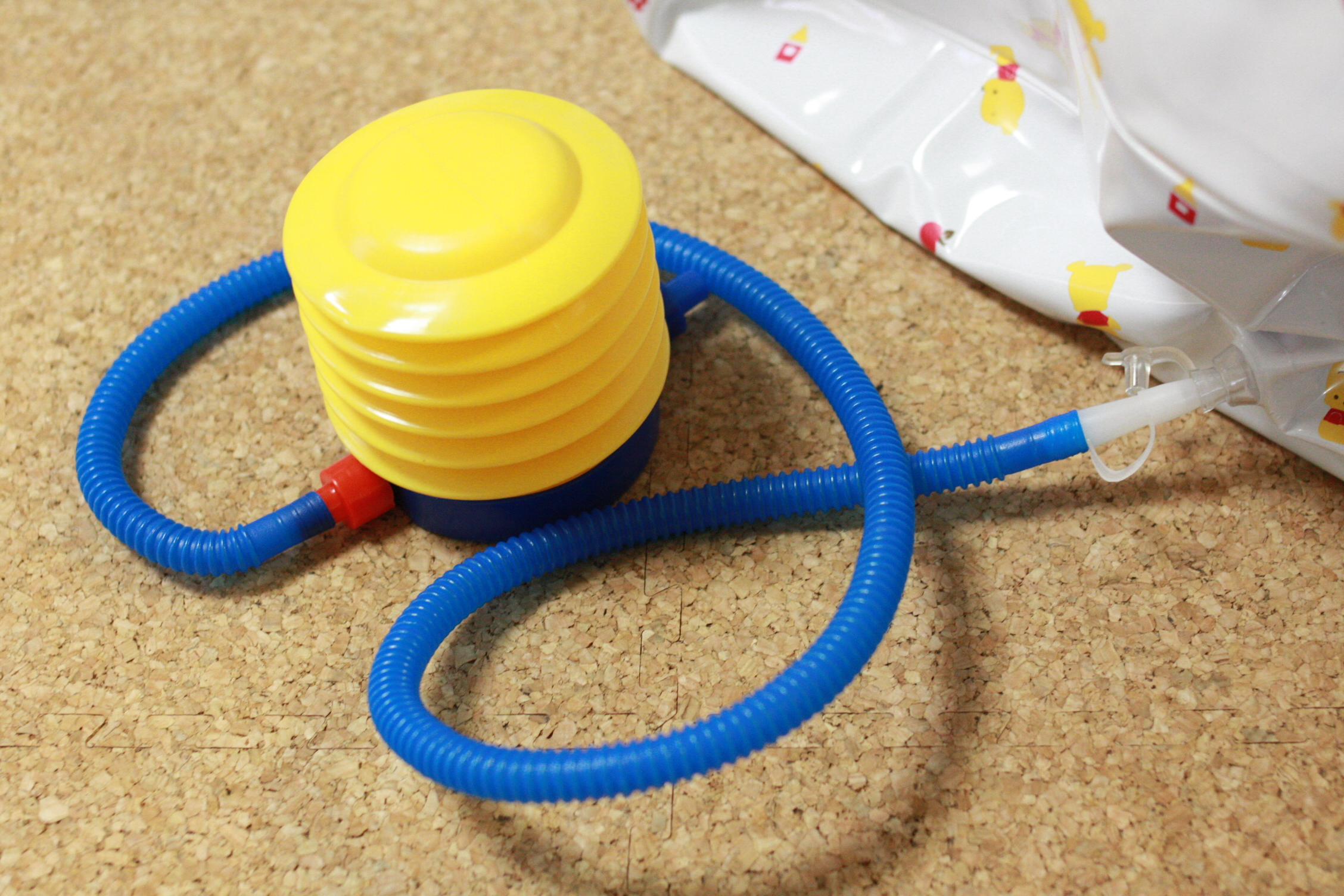
Pump för uppblåsning av luftmadrass.

Luftpump är en pump som tjänar till att ändra lufttrycket i ett kärl eller annat slutet område. En pump som avser att höja trycket kallas för kompressor.